# 한국체육박물관
한국체육박물관은 한국 체육의 위업을 홍보하고자 만든 박물관이다.

## 일반 현황
규모 : 606.4m2

## 이용 안내
- 연중무휴 10:00 ~ 17:00
  - 태릉국제스케이트장 휴장기간(7월 ~ 9월)에는 토, 일, 공휴일 휴관